# Mario Gentili
Mario Gentili (Roma, 31 gennaio 1913 – Roma, 19 gennaio 1999) è stato un pistard, ciclista su strada e ciclocrossista italiano.
Attivo tra i dilettanti dal 1932 al 1936, fu vicecampione olimpico nell'inseguimento a squadre ai Giochi di Berlino 1936. Fu poi attivo come indipendente e nuovamente come dilettante in diverse specialità fino al 1944, vincendo il titolo nazionale assoluto di ciclocross (o "ciclo-campestre") nel 1942 a Vetralla. Dopo il ritiro fu allenatore di dietro motori.

## Palmarès

### Ciclocross
- 1937

Campionati centro-meridionali
- 1941

Campionati laziali
- 1942

Premio della S.S. Lazio
Premio del Dopolavoro Agenzia Recapito
Campionati italiani

### Strada
- 1942 (A.S. Roma)

Coppa Del Vasto

## Piazzamenti

### Competizioni mondiali
- Giochi olimpici

Berlino 1936 - Inseguimento a squadre: 2º